# محوطه زیارت
محوطه زیارت مربوط به سده‌های ۱۰تا ۱۳ ه.ق است و در شهرستان کنارک، بخش زرآباد، دهستان شرقی، ۴۰ کیلومتری جنوب شرقی جهلو، ۵ کیلومتری جنوب ککی واقع شده و این اثر در تاریخ ۲۶ اسفند ۱۳۸۷ با شمارهٔ ثبت ۲۵۸۵۶ به‌عنوان یکی از آثار ملی ایران به ثبت رسیده است.